# BECAUSE I LOVE YOU (TUBEの曲)
「BECAUSE I LOVE YOU」（ビコーズ・アイ・ラブ・ユー）は、TUBE通算4作目のシングル。1986年9月5日にEP盤とシングル・カセットの2形態で発売。1989年3月21日に8センチCDで再発（規格品番：10EH3239）。

## 概要
キリン「びん生」CMソングに起用された。同商品のCMにTUBEの楽曲が使用されるのは本楽曲で3曲目となる。
原曲は麻生小百合『ぴんく』（EASTWORLD　LP:WTP-90241/CT:ZH28-1347　1983年9月1日発売）収録の「Love Somebody」（作詞：沙東由香利／作曲：長戸大幸・西村昌敏／編曲：砂野敬三・岩本正樹）で、本作の発売にあたり、歌詞を亜蘭の書き下ろしに差し替えた。
カップリング曲の「GOOD NITE BABY」は『BOYS ON THE BEACH』ではアルバム・ヴァージョンとして収録されている。シングル・ヴァージョンはレコードとカセットにのみ収録されており、現在も未CD化のままであるが、各配信サイトでのダウンロード配信は行われている。

## 再発売
1989年3月21日、CBS・ソニー創立20周年企画として「シーズン・イン・ザ・サン」との両A面で8センチCDを発売。

## 収録曲
| #         | タイトル               | 作詞      | 作曲               | 編曲      | 時間 |
| --------- | ---------------------- | --------- | ------------------ | --------- | ---- |
| 1.        | 「BECAUSE I LOVE YOU」 | 亜蘭知子  | 長戸大幸、西村麻聡 | 長戸大幸  | 4:31 |
| 2.        | 「GOOD NITE BABY」     | 前田亘輝  | 前田亘輝           | 前田亘輝  | 4:46 |
| 合計時間: | 合計時間:              | 合計時間: | 合計時間:          | 合計時間: | 9:17 |

| #  | タイトル                                      | 作詞     | 作曲               | 編曲     |
| -- | --------------------------------------------- | -------- | ------------------ | -------- |
| 1. | 「BECAUSE I LOVE YOU」                        | 亜蘭知子 | 長戸大幸、西村麻聡 | 長戸大幸 |
| 2. | 「BECAUSE I LOVE YOU (オリジナル・カラオケ)」 |          | 長戸大幸、西村麻聡 | 長戸大幸 |
| 3. | 「GOOD NITE BABY」                            | 前田亘輝 | 前田亘輝           | 前田亘輝 |
| 4. | 「GOOD NITE BABY (オリジナル・カラオケ)」     |          | 前田亘輝           | 前田亘輝 |

| #         | タイトル                     | 作詞      | 作曲               | 編曲      | 時間 |
| --------- | ---------------------------- | --------- | ------------------ | --------- | ---- |
| 1.        | 「シーズン・イン・ザ・サン」 | 亜蘭知子  | 織田哲郎           | 織田哲郎  | 4:03 |
| 2.        | 「BECAUSE I LOVE YOU」       | 亜蘭知子  | 長戸大幸、西村麻聡 | 長戸大幸  | 4:45 |
| 合計時間: | 合計時間:                    | 合計時間: | 合計時間:          | 合計時間: | 8:48 |

## 収録アルバム
- BOYS ON THE BEACH（M-1,2  M-2はextra remixed version）
- My Favorite Songs（M-1）
- TUBEst（M-1）
- 35年で35曲 “夏と恋” ～夏の数だけ恋したけど～（M-1、リミックス）
- All Singles TUBEst -Blue- (#1)

## タイアップ
BECAUSE I LOVE YOU
- キリン「びん生」CMソング。